# Forsterinaria antje
Forsterinaria antje is een vlinder uit de onderfamilie Satyrinae van de familie Nymphalidae.
De voorvleugellengte van de imago bedraagt 24 tot 26 millimeter. De soort komt voor in centraal Peru.
De wetenschappelijke naam van de soort is voor het eerst geldig gepubliceerd door Peña & Lamas in 2005.